# Чемпионат Туркменистана по футболу
Вы́сшая ли́га Туркменистана (туркм. Türkmenistanyň Ýokary Ligasy) — высший дивизион в системе футбольных лиг Туркменистане. Чемпионат основан в 1992 году после распада СССР и обретения независимости Туркменией, организуется и управляется Федерацией футбола Туркменистана.
Последние 7 сезонов подряд чемпионом становился ашхабадский «Алтын Асыр» — это является национальным рекордом. Из числа остальных конкурентов 6 раз турнир выигрывал ашхабадский «Копетдаг».
Матчи Высшей лиги Туркменистана транслирует государственный спортивный телеканал Turkmenistan Sport.
Самый быстрый гол в чемпионате был забит в 2005 году футболистом команды МТТУ Берды Шамурадовым, поразившем ворота "Копетдага" на 14 секунде.

## Чемпионат Туркменской ССР
С 1937 года по 1991 год, тогда еще в СССР, в союзной республике Туркменской ССР проводился республиканский футбольный чемпионат. В системе футбольных лиг СССР, республиканские чемпионаты имели статус соревнования коллективов физической культуры (КФК), в котором участвовали в основном полу-любительские и любительские команды республик. Наиболее сильнейшие клубы из Туркменской ССР участвовали в общесоюзных чемпионатах (Высшая лига, Первая лига, Вторая лига, Вторая низшая лига). Победители чемпионата Туркменской ССР получали путёвку во Вторую низшую лигу СССР (не всегда), а команды занявшие последние места выбывали в областные, районные или городские чемпионаты республики. Также в Туркменской ССР проводился республиканский турнир Кубка Туркменской ССР.

## Формат
Чемпионат Туркменистана, в том числе и Высшая лига Туркменистана, проводится по системе «весна — осень». Чемпионат обычно начинается в марте или апреле, и заканчивается в октябре или ноябре. Только в сезонах 1997/1998 и 1998/1999 годов, чемпионат этой страны проводился по системе «осень — весна», когда чемпионат начинался в сентябре, и заканчивался в мае следующего года.
Количество участников Высшей лиги Туркменистана в каждом сезоне было немногочисленно. Сезон, в котором участвовало максимальное количество команд — сезон 1992 года, когда в Высшей лиге Туркменистана участвовали 15 клубов. В последующие сезоны количество участников было то уменьшено, то увеличено, обычно в чемпионате участвовали 11, 10, 9 или 8 команд. В сезоне 2018 года в Высшей лиге Туркменистана участвовали 8 клубов. Из-за разного количества команд-участниц в практически каждом сезоне, команды занявшие последнее или последние места не всегда выбывают из чемпионата, или наоборот, выбывают сразу несколько клубов. Команды занявшие последние места в Высшей лиге Туркменистана, выбывают в Первую лигу Туркменистана, которая является второй по уровню футбольной лигой страны. Ниже Первой лиги находятся региональные футбольные лиги Туркменистана, разбитые по велая́там (областям), этра́пам (районам) и городам.

## Международные турниры
Футбольные клубы Туркменистана как и футбольные клубы остальных стран-членов АФК, представляют свою страну на международных турнирах проводимых под эгидой АФК. В соответствии с приведённой выше таблицей национальных лиг АФК, для Туркменистана выделены две квоты для участия на турнирах АФК, а точнее, для участия в Кубке АФК (азиатский аналог Лиги Европы УЕФА). Таким образом, чемпион Высшей лиги Туркменистана автоматически гарантированно получает место в групповом этапе Кубка АФК. Вторую квоту получит обладатель Кубка Туркменистана. Если победителем Высшей лиги и обладателем Кубка Туркменистана становится один и тот же клуб, вторую квоту получит серебряный призёр Высшей лиги Туркменистана. Клуб-обладатель второй квоты начнёт свое участие в Кубке АФК со второго квалификационного раунда.
Футбольные клубы Туркменистана участвуют в Кубке АФК с 2015 года (также участвовали в 2004—2007 годах). С 2008 года по 2014 год футбольные клубы Туркменистана также участвовали в Кубке президента АФК, который до своего упразднения в 2014 году являлся третьим по престижу международным клубным турниром в АФК. Последние два сезона Кубка президента АФК, победителями этого турнира становились именно клубы из Туркменистана — «Балкан» и «МТТУ» в 2013 и 2014 годах соответственно. Также в сезонах 2008, 2009, 2010 и 2011 Кубка президента АФК, туркменские клубы доходили до полуфинала.
Туркменские клубы ни разу пока не участвовали в Лиге чемпионов АФК из-за низкого рейтинга в таблице коэффициентов АФК.
Футбольные клубы Туркменистана с 1993 года по 2011 год (до изменения формата турнира и превращения его в турнир для молодёжных сборных) также участвовали в Кубке чемпионов Содружества, на котором участвовали сильнейшие клубы постсоветского пространства. Туркменские клубы пять раз останавливались в полуфинале этого турнира (ашхабадский «Копетдаг» в розыгрышах 1994, 1997, 1998 и 2001 годов, и «МТТУ» в 2010 году).
Футбольные клубы Туркменистана также в разные годы участвовали и участвуют в неофициальных международных турнирах (например в Кубке президента Туркменистана), и иногда становились их победителями или призёрами.

## Все призёры
| Сезон   | Количество участников | Чемпион                 | 2-е место              | 3-е место                |
| 1992    | 15                    | «Копетдаг» (Ашхабад)    | «Небитчи» (Балканабад) | «Ахал» (Ашхабад)         |
| 1993    | 10                    | «Копетдаг» (Ашхабад)    | «Балкан» (Балканабад)  | «Бюзмейин» (Бюзмейин)    |
| 1994    | 10                    | «Копетдаг» (Ашхабад)    | «Ниса» (Ашхабад)       | «Мерв» (Мары)            |
| 1995    | 10                    | «Копетдаг» (Ашхабад)    | «Ниса» (Ашхабад)       | «Балкан» (Балканабад)    |
| 1996    | 8                     | «Ниса» (Ашхабад)        | «Копетдаг» (Ашхабад)   | «Экскаваторчи» (Чарджев) |
| 1997/98 | 8                     | «Копетдаг» (Ашхабад)    | «Дагдан» (Ашхабад)     | «Ниса» (Ашхабад)         |
| 1998/99 | 9                     | «Ниса» (Ашхабад)        | «Копетдаг» (Ашхабад)   | «Дагдан» (Ашхабад)       |
| 2000    | 11                    | «Копетдаг» (Ашхабад)    | «Небитчи» (Балканабад) | «Ниса» (Ашхабад)         |
| 2001    | 9                     | «Ниса» (Ашхабад)        | «Копетдаг» (Ашхабад)   | «Небитчи» (Балканабад)   |
| 2002    | 9                     | «Шагадам» (Туркменбашы) | «Ниса» (Ашхабад)       | «Каракум» (Туркменабад)  |
| 2003    | 10                    | «Ниса» (Ашхабад)        | «Небитчи» (Балканабад) | «Шагадам» (Туркменбашы)  |
| 2004    | 10                    | «Небитчи» (Балканабад)  | «Ниса» (Ашхабад)       | «Мерв» (Мары)            |
| 2005    | 9                     | «МТТУ» (Ашхабад)        | «Газчи» (Газаджак)     | «Небитчи» (Балканабад)   |
| 2006    | 8                     | «МТТУ» (Ашхабад)        | «Небитчи» (Балканабад) | «Ашхабад» (Ашхабад)      |
| 2007    | 8                     | «Ашхабад» (Ашхабад)     | «МТТУ» (Ашхабад)       | «Небитчи» (Балканабад)   |
| 2008    | 11                    | «Ашхабад» (Ашхабад)     | «МТТУ» (Ашхабад)       | «Небитчи» (Балканабад)   |
| 2009    | 9                     | «МТТУ» (Ашхабад)        | «Небитчи» (Балканабад) | «Мерв» (Мары)            |
| 2010    | 10                    | «Балкан» (Балканабад)   | «Алтын Асыр» (Ашхабад) | «Лебап» (Туркменабад)    |
| 2011    | 10                    | «Балкан» (Балканабад)   | «МТТУ» (Ашхабад)       | «Ашхабад» (Ашхабад)      |
| 2012    | 9                     | «Балкан» (Балканабад)   | «Мерв» (Мары)          | «МТТУ» (Ашхабад)         |
| 2013    | 10                    | «МТТУ» (Ашхабад)        | «Балкан» (Балканабад)  | «Алтын Асыр» (Ашхабад)   |
| 2014    | 10                    | «Алтын Асыр» (Ашхабад)  | «Ахал» (Ашхабад)       | «Шагадам» (Туркменбашы)  |
| 2015    | 10                    | «Алтын Асыр» (Ашхабад)  | «Балкан» (Балканабад)  | «Ашхабад» (Ашхабад)      |
| 2016    | 10                    | «Алтын Асыр» (Ашхабад)  | «Балкан» (Балканабад)  | «Энергетик» (Мары)       |
| 2017    | 9                     | «Алтын Асыр» (Ашхабад)  | «Ахал» (Ашхабад)       | «Шагадам» (Туркменбашы)  |
| 2018    | 8                     | «Алтын Асыр» (Ашхабад)  | «Ахал» (Ашхабад)       | Энергетик                |
| 2019    | 8                     | «Алтын Асыр» (Ашхабад)  | «Ахал» (Ашхабад)       | «Шагадам» (Туркменбашы)  |
| 2020    | 8                     | «Алтын Асыр» (Ашхабад)  | «Ахал» (Ашхабад)       | «Шагадам» (Туркменбашы)  |
| 2021    | 8                     | «Алтын Асыр» (Ашхабад)  | «Ахал» (Ашхабад)       | «Шагадам» (Туркменбашы)  |
| 2022    | 8                     | «Ахал» (Ашхабад)        | «Алтын Асыр» (Ашхабад) | «Мерв» (Мары)            |
| 2023    | 9                     | «Аркадаг»               | «Алтын Асыр» (Ашхабад) | Небитчи                  |
| 2024    | 8                     | «Аркадаг»               | «Ахал» (Ашхабад)       | «Алтын Асыр» (Ашхабад)   |

## Количество титулов
| Клуб         | # | Год завоевания титула                          |
| ------------ | - | ---------------------------------------------- |
| «Алтын Асыр» | 8 | 2014, 2015, 2016, 2017, 2018, 2019, 2020, 2021 |
| «Копетдаг»   | 6 | 1992, 1993, 1994, 1995, 1998, 2000             |
| «Ниса»       | 4 | 1996, 1999, 2001, 2003                         |
| «Балкан»     | 4 | 2004, 2010, 2011, 2012                         |
| МТТУ         | 4 | 2005, 2006, 2009, 2013                         |
| «Ашхабад»    | 2 | 2007, 2008                                     |
| «Аркадаг»    | 2 | 2023, 2024                                     |
| «Шагадам»    | 1 | 2002                                           |
| «Ахал»       | 1 | 2022                                           |